# Freddie Mercury

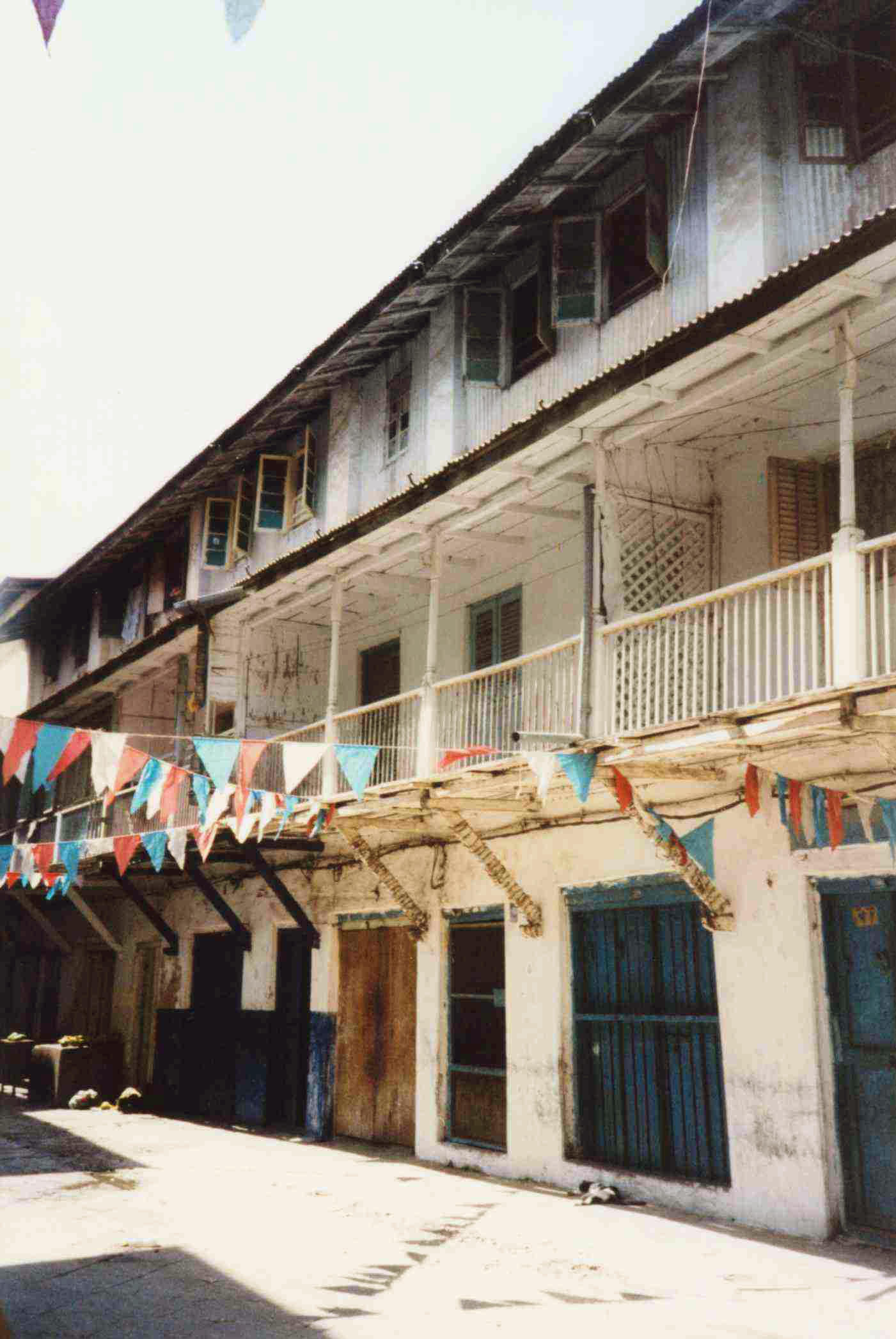
Dom, w którym dorastał Mercury

Freddie Mercury (ur. jako Farrokh Bulsara 5 września 1946 w Stone Town, zm. 24 listopada 1991 w Londynie) – brytyjski muzyk, piosenkarz rockowy i autor tekstów. Powszechnie uznawany za jednego z najlepszych wokalistów w historii muzyki popularnej.
Karierę muzyczną rozpoczął w zespole Ibex, później przemianowanym na Wreckage. Od 1970 wokalista zespołu Queen, uznawanego za jedną z najlepszych i najbardziej wpływowych grup muzycznych wszech czasów. Z zespołem nagrał i wydał 14 albumów studyjnych: Queen (1973), Queen II (1974), Sheer Heart Attack (1974), A Night at the Opera (1975) A Day at the Races (1976), News of the World (1977), Jazz (1978), The Game (1980), Hot Space (1982), The Works (1984), A Kind of Magic (1986), The Miracle (1989), Innuendo (1991) i Made in Heaven (1995), ponadto napisał wiele przebojów, m.in. „Killer Queen”, „Bohemian Rhapsody”, „Crazy Little Thing Called Love” czy „We Are the Champions”. Od 1984 także artysta solowy, nagrał dwa albumy: Mr. Bad Guy (1985) i Barcelona (1988) w duecie z Montserrat Caballé; pierwszą płytę promował przebojami „I Was Born to Love You” i „Living on My Own”, a drugą tytułowym hitem.

## Życiorys

### Początki
Urodził się jako Farrokh Bulsara 5 września 1946 w szpitalu rządowym w Stone Town na Zanzibarze, ówczesnej kolonii brytyjskiej. Jego rodzice, brytyjski urzędnik Bomi oraz Jer Bulsara, byli Parsami z Gudźaratu i wyznawcami zaratusztrianizmu. Z początku mieszkał w Zanzibarze, potem także w Indiach (z ciotką i babką Farrokha), a w 1964 osiedlił się z całą rodziną w Wielkiej Brytanii. Przez długi czas mieszkali w Feltham. W dorosłym życiu jego rodzice przeprowadzili się do Nottingham, żeby być bliżej swojej córki Kashmiry, młodszej o sześć lat od brata. Ich ojciec zmarł 26 grudnia 2003 w wieku 95 lat, a matka – 13 listopada 2016 w wieku 94 lat.
Jako pierwszy publiczny występ Farrokha można uznać pozowanie do zdjęcia, za które fotograf na Zanzibarze otrzymał miejscową nagrodę za najlepszą fotografię 1947. W wieku pięciu lat Bulsara zaczął uczęszczać do szkoły prowadzonej przez brytyjskie zakonnice. Następnie został wysłany do dużej brytyjskiej szkoły z internatem w Panchgani, gdzie nazywano go „Freddie”. Szkołę charakteryzowała dyscyplina, czego przykładem była kara obcięcia chłopcu długich włosów z powodu bójki z kolegą. W okresie szkolnym wykazywał talent muzyczny i dzięki swojej ciotce uczył się gry na fortepianie. Następnie zaczął grać w swoim pierwszym rock and rollowym zespole – The Hectics – który współtworzyli z nim: Derrick Branche, Bruce Murray, Farang Irani i Victory Rana. W szkole interesował się także sztuką oraz sportem – krykietem, boksem oraz biegami długodystansowymi. W wieku 10 lat wygrał szkolny turniej tenisa stołowego, poza tym angażował się w zajęcia chóru oraz teatru. Choć nie widywał często swoich rodziców, to w przeciwieństwie do wielu innych gwiazd muzyki rockowej dobrze wspominał czasy szkolne. Uczęszczał do Cathedral and John Connon School oraz St. Mary’s High School w Bombaju. W 1963 wrócił do Zanzibaru, by kontynuować naukę w szkole przy klasztorze św. Józefa.
W 1964, w wieku 18 lat, ze względu na wojnę domową w Zanzibarze wraz z rodzicami i młodszą siostrą Kashmirą wyjechał do Anglii i zamieszkał w Feltham, w Hounslow – mieście aglomeracji zachodniego Londynu. W przeciwieństwie do rodziców, był zadowolony z przeprowadzki do Europy – już w Zanzibarze interesował się zachodnim światem muzyki i mody. W 1964 ukończył Isleworth Polytechnic (obecnie West Thames College), gdzie wystąpił w sztuce Arnolda Weskera pt. The Kitchen. Następnie rozpoczął studia w Ealing College of Art na wydziale grafiki. W 1969 uzyskał dyplom ze sztuki grafiki i projektowania. W tym czasie zarabiał jako sprzedawca w sklepie z używaną odzieżą w Kensington Market w Londynie, gdzie pracował razem z Rogerem Taylorem. Wcześniej w czasie wakacji dorabiał w dziale cateringu na lotnisku Heathrow, które znajdowało się blisko jego domu.

### Przed Queen
Podczas nauki w Ealing Art College poznał Tima Staffela, a dzięki niemu w 1968 – pozostałych członków zespołu Smile, czyli Briana Maya oraz Rogera Taylora. Zespół był pod wpływem wykonawców, takich jak Jimi Hendrix, Led Zeppelin i Cream. Mercury dobrze czuł się w otoczeniu członków grupy, coraz częściej przebywał w ich towarzystwie, bywał na koncertach, doradzał im, a sam po raz pierwszy od przyjazdu do Anglii zaczął grać. Pierwszą poważną próbą wokalisty był zespół Ibex, którego członkami byli również Mike Bersin, John „Tupp” Taylor i Mick „Miffer” Smith. Debiutancki występ nowego wokalisty miał miejsce 23 sierpnia, a wśród zagranych piosenek był cover Elvisa Presleya „Jailhouse Rock”. W listopadzie 1969 zmienili nazwę na Wreckage.
W lutym 1970, po odpowiedzi na ogłoszenie prasowe i przesłuchaniu, dołączył do mało znanej grupy Sour Milk Sea (pozostali jej członkowie to Chris Dummett, Jeremy Gallop, Paul Milne i Robert Tyrell). W związku z nieporozumieniami na tle muzycznym rozpadła się ona w ciągu około dwóch miesięcy. Niewiele później, w związku z brakiem rozwoju Smile, Staffel odszedł do grupy Humpy Bong. Mercury przekonał dwóch pozostałych członków zespołu, że powinni razem kontynuować granie, dołączył do nich, zaproponował nową nazwę formacji – Queen – i stworzył jej logo. Na gitarze basowej początkowo grał Mike Grose, następnie Barry Mitchell, a w lutym 1971 po przesłuchaniach do grupy na stałe dołączył John Deacon.
Po napisaniu piosenki „My Fairy King” z debiutanckiego albumu zespołu przybrał pseudonim artystyczny Freddie Mercury. Jak twierdzi Brian May, Freddie oznajmił członkom zespołu, że w utworze jest mowa o jego własnej matce. Postanowił zmienić nazwisko Bulsara na Mercury, bo uważał, że nowe nazwisko, nawiązujące do rzymskiego boga, lepiej pasuje do gwiazdy muzyki, którą zamierzał zostać.
Queen stali się szeroko rozpoznawalni po sukcesie utworu „Bohemian Rhapsody”, który uznawany jest za jeden z najlepszych w historii rocka. Mercury, wielokrotnie pytany o przesłanie utworu, twierdził, że nie lubi tego tłumaczyć, lub odpowiadał, że nie wie. W rzeczywistości piosenka była wynikiem fascynacji Mercury’ego Włochami i kulturą włoską.

### Na scenie

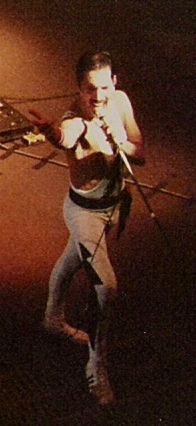
Mercury podczas koncertu we Frankfurcie w 1984

Mercury, choć był nieśmiały i skryty, to na scenie był energicznym i charyzmatycznym wykonawcą, uznawanym za jednego z najlepszych showmanów w historii muzyki rockowej. Nie uważał się za lidera zespołu Queen, twierdząc, że wszyscy jego członkowie są równi, ale to na nim skupiona była uwaga publiczności. Wspólnie z Mayem, Taylorem i Deaconem zagrał ponad 700 koncertów na całym świecie, a do ich najsłynniejszych występów z Queen należą m.in.: koncert na stadionie Wembley w ramach trasy Magic Tour (11 i 12 lipca 1986), występ za żelazną kurtyną w Budapeszcie (27 lipca 1986) oraz rekordowe pod względem zgromadzonej publiczności (231 tys. widzów) show w Ameryce Południowej (São Paulo, 20 marca 1981), a także 20-minutowy występ na charytatywnym widowisku Live Aid (1985), który to zaliczany jest do najlepszych koncertów w historii muzyki rockowej. Bezpośrednio po nim Elton John żartobliwie powiedział, że Queen „zdominowali cały koncert”, a organizator koncertu Bob Geldof wiele lat później stwierdził, że „Mercury urodził się właśnie po to, żeby zagrać przed 1,6 mld ludzi, którzy oglądali koncert w telewizji”. 9 sierpnia 1986 w Knebworth Park zagrał ostatni koncert z Queen, na którym było obecnych 150 tys. widzów.
Jest autorem większości piosenek Queen, w tym pierwszego utworu zespołu, który znalazł się na brytyjskiej liście przebojów („Seven Seas of Rhye”), pierwszego wielkiego hitu („Killer Queen”) oraz najsłynniejszego utworu grupy („Bohemian Rhapsody”). Spośród 17 utworów umieszczonych na składance przebojów Greatest Hits (1981) jest autorem 10 piosenek, tj.: „Seven Seas of Rhye”, „Killer Queen”, „Bohemian Rhapsody”, „Somebody to Love”, „Good Old-Fashioned Lover Boy”, „We Are the Champions”, „Bicycle Race”, „Don’t Stop Me Now”, „Crazy Little Thing Called Love”, „Play the Game”. Pisał utwory rockowe i popowe, ale również w stylu disco i rockabilly. Momentem przełomowym w jego karierze był sukces singla Bohemian Rhapsody. Kolejne albumy i utwory Queen trafiały na szczyty list przebojów na całym świecie.
Był zafascynowany baletem, a jego tanecznym idolem był Wacław Niżyński. 7 października 1979 na zaproszenie Dereka Deana i Wayne’a Eaglinga wystąpił z tancerzami Royal Ballett podczas gali dobroczynnej w London Coliseum, na której zatańczył i zaśpiewał na żywo „Bohemian Rhapsody” i „Crazy Little Thing Called Love”, co publiczność nagrodziła owacjami na stojąco. Podczas prób do występu poznał garderobianego Petera Freestone’a, który został później jego asystentem.
Kurt Cobain w pożegnalnym liście, który napisał przed swoją samobójczą śmiercią w 1994, napisał:
| Czuję się w tych kwestiach winny bardziej, niż to można wyrazić – np. gdy jesteśmy za kulisami i gasną światła, i zaczyna się ryk tłumu, nie działa to na mnie w taki sposób jak na Freddiego Mercury’ego, który wydawał się kochać i rozkoszować miłością i uwielbieniem tłumu. |

### Działalność solowa

#### Mr. Bad Guy
Pozostając członkiem Queen, planował nagrać solowy album, co uczynił po chwilowym zawieszeniu działalności zespołu pod koniec 1982. Na początku 1983 rozpoczął pracę nad materiałem w studiu Musicland w Monachium. W tym czasie poznał Giorgio Morodera, który zaproponował mu współpracę przy nagraniu ścieżki dźwiękowej do reedycji niemego filmu Fritza Langa, Metropolis (1926). Efektem współpracy był utwór „Love Kills”, który został wydany jako singel 10 września 1984.
9 kwietnia 1985 wydał utwór „I Was Born to Love You”, którym zapowiadał swój debiutancki album pt. Mr. Bad Guy, wydany 20 dni później. Mercury określił album „bardzo osobistym” i sam skomponował nań wszystkie 11 utworów. Płytę nagrał we współpracy z Reinholdem Mackiem. Materiał zamieszczony na płycie był różnorodny – od dyskotekowego „Living on My Own” po monumentalny „Made in Heaven” (z teledyskiem nawiązującym do piekła Dantego). Album poniósł komercyjną porażkę, rozchodząc się w zaledwie 160 tys. egzemplarzy.

#### Barcelona
W lutym 1983 usłyszał katalońską śpiewaczkę operową Montserrat Caballé w operze Un ballo in maschera Giuseppe Verdiego. Oczarowany jej głosem, zapragnął ją poznać, a ich pierwsze spotkanie odbyło się dopiero dwa lata później w hotelu Ritz w Barcelonie. Mercury wówczas zaprezentował jej utwór „Exercises in Free Love” (napisany z Mikiem Moranem), na co Caballé odpowiedziała propozycją nagrania wspólnej płyty. Przedtem spotkali się ponownie w posiadłości Mercury’ego o nazwie Garden Lodge, a spotkanie zakończyli improwizowanym koncertem.
Nagrania albumu odbywały się w Town House Studios. Rejestracja materiału przebiegała zupełnie inaczej, niż wyobrażała to sobie śpiewaczka – była bowiem przekonana, że w krótkim czasie nagra kilka napisanych i gotowych piosenek, poza tym nie wiedziała, że w momencie rozpoczęcia nagrań materiał nie będzie gotowy, a to ze względu na styl pracy Mercury’ego, który na bieżąco tworzył i poprawiał nagrywane kompozycje w celu uzyskania jak najlepszego efektu. Ostatecznie zgodziła się na tę metodę, po latach uznała, że Mercury „wydobył z jej głosu więcej, niż wydawało się to możliwe”, a samą płytę uznała za „jeden ze swoich największych sukcesów zawodowych”. Choć w kolejnych latach otrzymywała liczne propozycje o podobnym charakterze, konsekwentnie je odrzucała, twierdząc, że więź łącząca ją z Mercurym była „wyjątkowa”. Po nagraniu albumu Mercury mówił w wywiadach, że zalicza Caballé do „bardzo wąskiego grona przyjaciół”.
30 maja 1987 Mercury i Caballé wystąpili premierowo z utworem „Barcelona” podczas festiwalu Ibiza ’92 urządzonego z okazji ogłoszenia decyzji o organizacji w Barcelonie Letnich Igrzysk Olimpijskich 1992. Koncert odbył się w klubie „Ku Club” w San Antonio przed publicznością liczącą ok. 500 osób. W październiku 1987 nakręcili w Londynie oficjalny teledysk do piosenki, Mercury był już wówczas w pogarszającym się stanie zdrowia spowodowanym AIDS. Kontynuowali także nagrania całego albumu. Barcelona ukazała się w październiku 1988.

#### Inne projekty

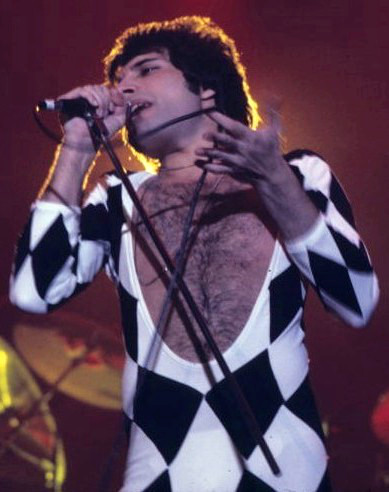
Mercury w 1977

W 1973, w czasie, gdy zespół Queen pracował nad debiutanckim albumem, Mercury uczestniczył w projekcie producenta Robina Geoffreya Cable’a. Pod nazwą Larry Lurex nagrał dwa utwory: „I Can Hear Music” (cover The Ronettes i The Beach Boys) i „Goin’ Back” (hit Dusty Springfield).
W 1986 nagrał dwa utwory do musicalu rockowego Dave’a Clarka Time, który wystawiany był w Dominion Theatre w Londynie. Znajomość z Clarkiem zaowocowała jeszcze utworem „In My Defence”, który w maju 1986 trafił na 32. miejsce na liście przebojów. W kwietniu 1988 wystąpił w Dominion Theatre podczas charytatywnego przedstawienia Time, z którego dochód został przekazany fundacji Terrence Higgins Trust na rzecz badań nad AIDS.
W lutym 1987 wydał singel „The Great Pretender”, który stał się przebojem, m.in. dotarł do czwartego miejsca na liście UK Singles Chart. W teledysku wystąpili z nim Roger Taylor i Peter Straker, a wszyscy ubrani byli w stylu drag queens. Aby uczynić klip jeszcze efektowniejszym, planował przelot nad białymi klifami w Dover, ale pomysł ten porzucono z powodów logistycznych.
Współpracował z Michaelem Jacksonem, z którym nagrał utwory: „There Must Be More to Life Than This”, „State of Shock” i „Victory”. Pierwsze dwie piosenki wyciekły do internetu, z czego pierwszy z nich został wydany wiele lat później jako singel na albumie Queen Forever. Mercury mógł także zaśpiewać w najlepiej sprzedającym się albumie wszech czasów, czyli „Thrillerze”, jednak z powodów różnych zobowiązań obojga wokalistów, a także braku czasu, do nagrania nie doszło, czego Mercury potem żałował. Z podobnych powodów zespół The Jackson 5 nagrał utwór „State of Shock” z Mickiem Jaggerem. Mercury wziął udział w nagraniach także kilku innych artystów, takich jak: Eddie Howell („Man from the Manhattan”), Ian Hunter („You Nearly Did Me In”), Billy Squier („Emotions in Motion”, „Lady with the Tenor Sax”, „Love is the Hero”), Roger Taylor („Killing Time”) i zespołu The Cross („Heaven for Everyone”). Był również producentem albumu Petera Strakera pt. This One’s on Me.
16 listopada 1992 wydana została pośmiertna płyta The Freddie Mercury Album zawierająca siedem remiksów solowych nagrań Mercury’ego oraz cztery utwory z jego poprzednich płyt. Album był promowany przez remiks piosenki „Living on My Own”, który trafił na pierwsze miejsce listy przebojów w USA. W 2000 na brytyjskim rynku ukazało się wydawnictwo pt. Freddie Mercury: Solo składające się z 10 płyt CD (z prawie wszystkimi solowymi dokonaniami Mercury’ego włącznie z utworami w wersjach demo i instrumentalnych) oraz dwóch płyt DVD (z filmem Untold Story i zbiorem teledysków artysty The Freddie Mercury Video Collection). 11 października 2019 ukazał się box Never Boring zawierający reedycje solowych albumów wokalisty.

## Charakterystyka muzyczna
Zasłynął z charakterystycznej i niezwykłej dla rockowych wokalistów barwy głosu oraz skali, która wynosiła cztery oktawy. Jego naturalnym głosem był baryton, lecz śpiewał tenorem i czasem kontraltem. Na prośbę Montserrat Caballé zaśpiewał barytonem utwór „Ensueño” z płyty Barcelona. Stałym elementem jego występów scenicznych była zabawa polegająca na powtarzaniu przez publiczność wokaliz śpiewanych przez Mercury’ego.
Borykał się ze zdrowotnymi skutkami zawodowego śpiewania, tzn. guzkami głosowymi. Odmawiał interwencji chirurgicznej, zamiast tego wspierał się inhalatorem parowym i pastylkami na gardło.
Grał na fortepianie. Odkąd został fanem Jimiego Hendriksa w latach 60., zaczął uczyć się gry na gitarze akustycznej, ale nie był zadowolony z efektów. Na koncertach, przed utworem „Crazy Little Thing Called Love”, podczas którego grał na tym instrumencie, często mówił do mikrofonu, że nie umie grać, np. „Ta gówniana gitara nigdy nie wygrywa takich akordów, jakie chcę” (Live at Wembley Stadium) czy „Dziesięć lat temu umiałem zagrać na gitarze trzy akordy. Teraz, w 1982, znam trzy akordy na gitarze” (Queen on Fire – Live at the Bowl).

## Wizerunek
Na początku kariery myślał o usunięciu tyłozgryzu, ale nie uczynił tego z powodu braku czasu i obaw o zmianę głosu, jednak w późniejszych latach żałował, że nie poddał się operacji. Często żartował ze swojego wyglądu, mówiąc: Poza zębami jestem idealny. Powtarzał też, iż z piosenkarzami Rodem Stewartem i Eltonem Johnem powinni założyć zespół o nazwie Zęby, Włosy i Nos.
Od początku kariery scenicznej przywiązywał dużą wagę do wizerunku. Chętnie się przebierał, na scenie i podczas innych wystąpień publicznych pojawiał się w rzucających się w oczy, często kiczowatych strojach, m.in. w kostiumach z głębokimi wycięciami i falbanami oraz pokrytych cekinami. Wiele kreacji projektował sobie sam, inspirując się m.in. stylem tancerza baletowego Wacława Niżyńskiego, a niektóre stroje zaprojektowała dla niego m.in. Zandra Rhodes. W 1980 ściął włosy i zapuścił wąsy, które w tamtym okresie nosiło wielu członków środowiska gejów, w którym obracał się Mercury. I choć w odpowiedzi na zmianę wizerunku fani przysyłali mu maszynki do golenia i żyletki, to zarost z czasem stał się nierozerwalnym elementem jego wizerunku; wąsy Mercury’ego zostały nagrodzone w klasyfikacji All Media Guide w kategorii Best overall i zostały odczytywane jako „czyste machismo, ostentacyjne wyuzdanie lub po prostu coś brytyjskiego”. Mercury w teledysku do piosenki Queen „I Want to Break Free” przebrał się za kobietę (założył minispódniczkę, obcisłą bluzkę buty na obcasach i czarną perukę), pozostawiając bujny wąs. Po zachorowaniu na AIDS ukrywał ślady po wypalaniu mięsaków Kaposiego pod mocnym makijażem, poza tym zapuścił krótki zarost i znacznie stracił na wadze.
12 grudnia 1969 podczas jednego z koncertów z zespołem Wreckage odkręcił podstawę statywu mikrofonu, która utrudniała mu poruszanie się po scenie, po czym użył połowy statywu, co w późniejszym okresie kariery stało się jego kolejnym znakiem rozpoznawczym.

## Życie prywatne
Ulubionym instrumentem Mercury’ego był fortepian. Jedną z muzycznych inspiracji Mercury’ego był gitarzysta Rory Gallagher i jego zespół Taste. Spośród muzyków cenił również Jimiego Hendriksa, The Jacksons, Johna Lennona, Lizę Minnelli, George’a Michaela oraz Arethę Franklin. Był kolekcjonerem sztuki, szczególnie podobały mu się prace Salvadora Dalego i styl art déco. Cenił twórczość pisarki Beatrix Potter. Uwielbiał oglądać czarno-białe filmy, jego ulubionym gatunkiem filmowym były komedie, ulubionymi reżyserami – bracia Marx, aktorami – Burt Reynolds i Timothy Dalton, a ulubionym filmem – Pół żartem, pół serio. Kibicował reprezentacjom Anglii i Brazylii w piłce nożnej mężczyzn. Jego ulubionymi kwiatami były frezje i azalie, a kosmetykami – Lancaster. Uwielbiał grać w Scrabble.
Był uzależniony od używek. Najbardziej lubił pić szampana Vintage Crystal i wódkę Stolicznaja, poza tym palił papierosy Silk Cut Mild i brał kokainę. Autorzy filmu dokumentalnego Freddies Millions (2004) wyliczyli, że Mercury w ciągu swojego życia wydał 500 tys. funtów na narkotyki.
Aby zachować anonimowość, podczas rezerwacji miejsc w hotelu używał nazwiska Alfred Mason, tę taktykę stosowali także pozostali członkowie Queen. Lubił nadawać żeńskie przydomki osobom ze swojego otoczenia – Peter Freestone nazywany był „Phoebe”, Joe Finelli – „Liza”, Brian May – „Maggie” (od tytułu piosenki Roda Stewarta „Maggie May”), Roger Taylor – „Elizabeth” (na cześć aktorki Elizabeth Taylor), a John Deacon – „Belisha”, zaś dla siebie przeznaczył imię „Melina” na cześć Meliny Mercouri, greckiej aktorki i piosenkarki. Zwracając się do innych osób, także podczas wywiadów, używał zwrotów „skarbie” i „kochanie”; mówił tak do kolegów już podczas edukacji w Indiach, czym zadziwiał nauczycieli.
Był miłośnikiem kotów, sam był posiadaczem kilku, które nazwał: Oscar, Tiffany, Delilah, Goliat, Miko, Romeo i Lily. Dwóm pierwszym kotom dedykował swój pierwszy solowy album pt. Mr. Bad Guy, a z myślą o ulubionej kotce napisał i wydał w 1990 utwór „Delilah”, który został wydany na albumie Innuendo. Według swojego wieloletniego asystenta, Petera Freestone’a, kotom poświęcał więcej uwagi niż ludziom.

### Związki
Deklarował się jako osoba biseksualna, choć w niektórych wywiadach określał siebie również jako geja. Przez sześć lat związany był z Mary Austin, którą poznał dzięki Brianowi Mayowi. Liczne kontakty homoseksualne, w tym także przypadkowe, m.in. z Kennym Everettem, które miał w tym okresie, przyczyniły się do rozpadu związku w 1977; mimo rozstania z Austin pozostali przyjaciółmi. Był związany także ze swoim kucharzem Joe Fannellim i romansował z niemieckim restauratorem Winniem Kirkenbergerem. W 1985 związał się z irlandzkim fryzjerem Jimem Huttonem, z którym był do końca swojego życia; Hutton przez sześć lat mieszkał z Mercurym i opiekował się nim podczas śmiertelnej choroby, a w 1994 ukazała się jego książka pt. Freddie Mercury i ja, w której opisał swoje życie z artystą. W początkowym okresie związku z Huttonem flirtował także z innymi mężczyznami.
Swoich kochanków obdarowywał drogimi prezentami. Do czasu zachorowania na AIDS uprawiał seks bez zabezpieczeń.

### Majątek
Wynajmował mieszkanie przy Holland Road. W drugiej połowie lat 70. przeprowadził się do własnego, dwupoziomowego mieszkania przy Stafford Terrace 12 w Kensington. Miał apartamenty również w Nowym Jorku i Monachium. Choć mieszkał przez dwa lata w Bawarii, nie posługiwał się językiem niemieckim. Przez wiele lat, z powodów podatkowych, mógł przebywać w Anglii tylko 60 dni w roku. Wiele czasu spędzał także w Montreux, gdzie Queen nagrywał w swoim Mountain Studios. Mieszkał wtedy w położonym nad Jeziorem Genewskim domu, który z powodu dużej liczby łabędzi w pobliżu nazywano „The Cygnets” (Taylor nazywał go nawet „Duckingham Palace”, nawiązując do królewskiego Pałacu Buckingham). W ostatnich latach życia mieszkał w Garden Lodge, georgiańskim 28-pokojowym domu z dużym ogrodem, który to dom kupił od bankierskiej rodziny Hoare za 500 tys. funtów wypłaconych w gotówce. Twierdził, że z powodu braku czasu dom kupił jedynie na podstawie zdjęć. Pod koniec lat 80. wykupił za 300 tys. funtów dwa domy, które graniczyły z jego posiadłością, a kiedyś do niej należały, i zaczął je przebudowywać. Pod koniec życia kupił apartament na dachu budynku La Tourelle w Montreux, lecz nie zdążył go urządzić.
Szczególną sławą cieszyły się imprezy organizowane przez Mercury’ego w Garden Lodge. Tradycją było nieliczenie się z kosztami przez gospodarza, który płacił za najdroższe jedzenie, trunki oraz używki. 39. urodziny wokalisty w monachijskim klubie „Henderson’s” zostały przedstawione w klipie do utworu „Living on My Own”. Koszt tamtej tematycznej, czarno-białej imprezy wyniósł 50 tys. funtów, a Mercury miał na sobie kurtkę zaprojektowaną przez Davida i Elizabeth Emanuelów, którzy stworzyli także m.in. suknię ślubną księżnej Diany. Autorzy filmu Freddies Millions (BBC 3, 2004) twierdzą, że w ciągu swojego życia Mercury wydał na organizację imprez blisko 5 mln funtów.
Był zafascynowany japońską kulturą i obyczajami. Zgodnie z relacją Jima Huttona, podczas wakacji w tym kraju miał wydać ponad 1 mln funtów, z czego podczas półgodzinnej wizyty w sklepie „Seibu” wydał kolejne 250 tys. funtów, a kolejne pół miliona funtów kosztowały go zakupy lokalnych antyków i ozdób. Choć z większości z nich nigdy nie korzystał, kupował je z myślą o swoim domu Garden Lodge, którego urządzaniem zajmował się pod koniec życia. Na terenie posiadłości zorganizował przydomowe oczko wodne z karpiami koi. Posiadał samochody, choć nimi nie jeździł oraz nie miał prawa jazdy. W jego kolekcji znajdował się m.in. Mercedes 450 SEL Saloon i Rolls-Royce Silver Shadow 1, który w 2013 został kupiony na licytacji przez Wierkę Serdiuczkę.

### Choroba
Jim Hutton w swojej książce Mercury and Me podał, że Freddie Mercury dowiedział się, że jest chory na AIDS wiosną 1987. Pomimo widocznych objawów choroby, m.in. mięsaków Kaposiego na dłoniach i twarzy, zaprzeczał, że cokolwiek mu dolega. Aby ukryć mięsaki Kaposiego i ślady ich wypalania, nosił makijaż oraz krótki zarost. Wskutek choroby miał coraz poważniejsze problemy z chodzeniem i znacznie stracił na wadze. Na kilka tygodni przed śmiercią przestał przyjmować leki, oprócz tych o działaniu przeciwbólowym. Również z powodu choroby miał prawie zupełnie stracić wzrok, czemu jednak zaprzeczył jego życiowy partner Jim Hutton w książce Freddie Mercury i ja.
Po raz ostatni wystąpił publicznie z Montserrat Caballé 8 października 1988 na La Nit Festival, imprezie zorganizowanej na cześć przejęcia flagi olimpijskiej przez Barcelonę. Razem z orkiestrą filharmonii barcelońskiej odtworzyli trzy utwory ze wspólnej płyty: „How Can I Go On”, „The Golden Boy” i „Barcelona”. W związku z problemami z głosem Mercury’ego zastosowano playback, co z powodu złego odtworzenia taśmy od razu wyszło na jaw. Ostatnim teledyskiem, w jakim wystąpił Mercury, był klip do utworu „These Are the Days of Our Lives”, na którym wyraźnie widać, jak choroba zmieniła ciało artysty. Aby zapewnić mu komfort, ekipę techniczną ograniczono do minimum, a twarz pokryto grubą warstwą makijażu. 14 października 1991 został wydany singel Queen o wymownym tytule „The Show Must Go On”. Z powodu stanu Mercury’ego w teledysku skompilowano stare nagrania wideo.
Mercury unikał rozmów na temat AIDS. Po poinformowaniu tylko kilku swoich przyjaciół o chorobie, nie rozmawiał już z nimi na ten temat. 4 maja 1986 na łamach dziennika „The Sun” ukazał się artykuł pt. AIDS zabija dwóch kochanków Freddiego opatrzony komentarzem Paula Prentera, który ujawnił gazecie za 32 tys. funtów, że Mercury boi się zachorować. Artysta uznał wyznanie menedżera za zdradę i wkrótce po tym zerwał z nim znajomość.
Dopiero dzień przed śmiercią, 23 listopada 1991, wydał oświadczenie, w którym napisał o swojej chorobie. Tekst komunikatu stworzył dzień wcześniej wspólnie ze swoim menedżerem Jimem Beachem, napisał:
| W związku z licznymi doniesieniami prasowymi w ciągu ostatnich dwóch tygodni pragnę poinformować, że test na HIV był pozytywny i jestem chory na AIDS. Uważałem za właściwe utrzymać tę informację w tajemnicy, aby chronić swą prywatność. Jednak teraz nadszedł czas, aby powiedzieć prawdę. Mam nadzieję, że lekarze i wszyscy ludzie dobrej woli na całym świecie połączą się ze mną w walce z tą straszną chorobą. Moja prywatność zawsze była bardzo ważna dla mnie i słynę z braku wywiadów ze mną. Proszę zrozumieć, iż ta polityka będzie kontynuowana. |

### Śmierć
Zmarł w swoim domu Garden Lodge w Londynie 24 listopada 1991 ok. godz. 19:20 na grzybicze zapalenie płuc w związku z osłabieniem odporności wywołanym AIDS. Miał 45 lat. Zwłoki zostały skremowane w londyńskim krematorium 27 listopada. Podczas pogrzebu, który odbył się trzy dni po śmierci, odtworzono utwory Arethy Franklin „You’ve Got a Friend” i arię z opery Verdiego w wykonaniu Montserrat Caballé. Ceremonia miała charakter prywatny, uczestniczyło w niej 35 osób, w tym rodzina, członkowie Queen i najbliżsi przyjaciele artysty, m.in. Elton John. Uroczystość trwała ok. 25 minut i odbyła się zgodnie z zasadami zaratusztrianizmu. Miejsce pochowania urny z prochami artysty nie jest powszechnie znane. Legenda głosi, że prochy Mercury’ego zostały wrzucone do Jeziora Genewskiego, inna wersja głosi, że znajduje się ona pod fałszywym nazwiskiem na jednym z cmentarzy w Anglii. Jim Hutton w książce Freddie Mercury i ja stwierdził, że urna najprawdopodobniej spoczęła pod wiśnią w ogrodzie jego domu Garden Lodge w Londynie, co miało być życzeniem jego partnera wyrażonym na kilka miesięcy przed śmiercią.
Mercury przekazał w testamencie: po 500 tys. funtów swojemu życiowemu partnerowi Jimowi Huttonowi, kucharzowi Joe Fannelliemu i osobistemu asystentowi Peterowi Freestone’owi oraz po 100 tys. funtów kierowcy i ochroniarzowi Terry’emu Giddingsowi. Połowę pozostałego majątku oraz przyszłych dochodów zapisał Mary Austin, a po 25% – swojej matce Jer oraz siostrze Kashmirze. Austin odziedziczyła również jego dom Garden Lodge w Kensington w Londynie, gdzie zamieszkała ze swoją rodziną.

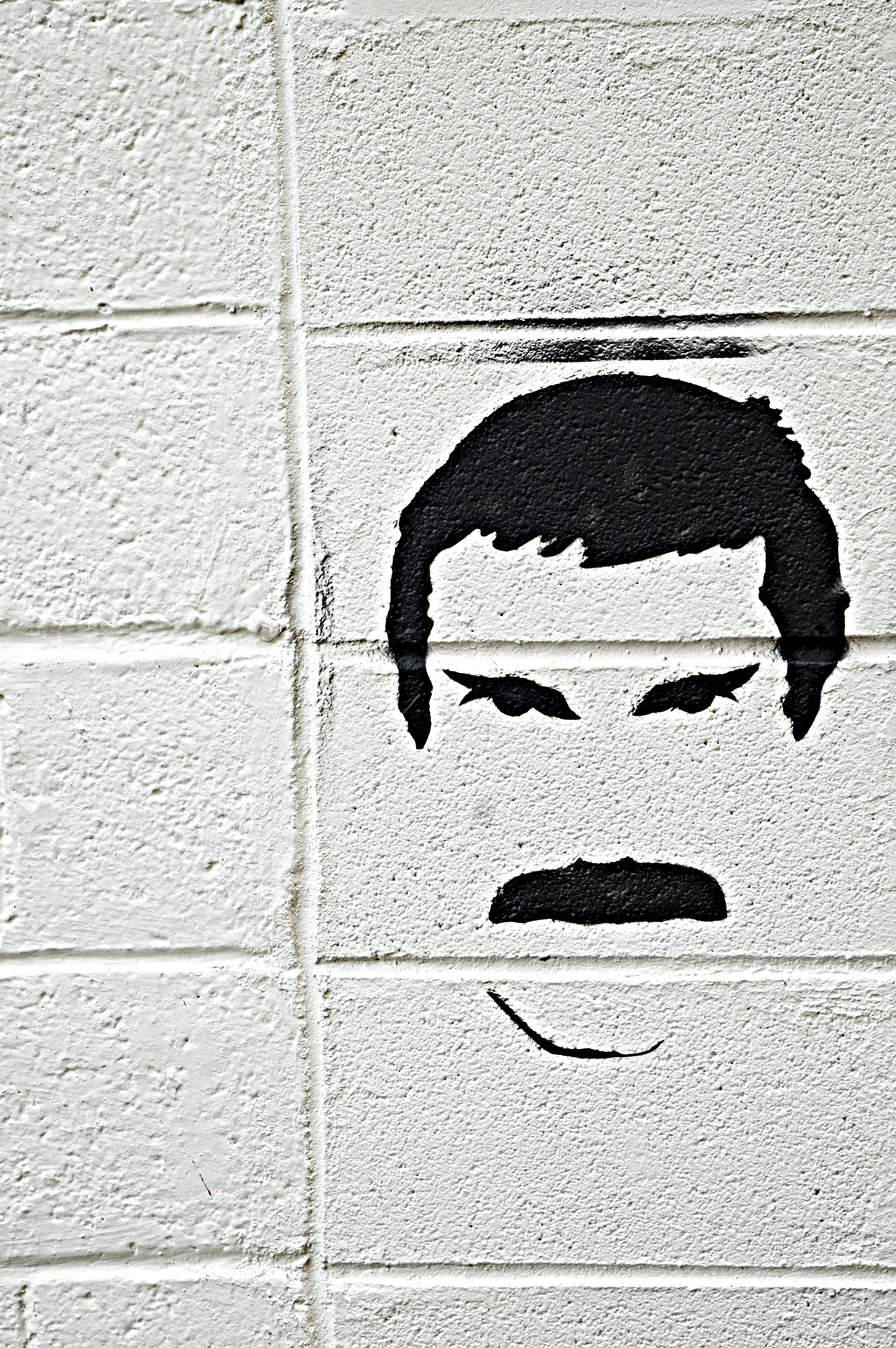
Wizerunek artysty z okładki płyty Hot Space na ulicznym murze.

Po śmierci artysty fani pokryli mur otaczający jego dom setkami napisów, a na chodniku położyli morze kwiatów, co wykorzystano potem w klipie Heaven for Everyone. Choć mur jest regularnie czyszczony, cały czas pojawiają się na nim napisy osób, które chcą uczcić Mercury’ego.
Śmierć Mercury’ego uświadomiła milionom osób na całym świecie, że AIDS jest realnym zagrożeniem, i zwiększyła poziom wiedzy na temat choroby oraz wirusa HIV. Choć w testamencie wokalista nie przekazał pieniędzy na cele charytatywne lub walkę z AIDS, był osobą bardzo hojną, nie tylko dla swoich przyjaciół. Mary Austin ujawniła, że przed śmiercią wokalista przeznaczał spore kwoty na rzecz walki z tą chorobą.
20 kwietnia 1992 na stadionie Wembley w Londynie zorganizowano The Freddie Mercury Tribute Concert, który miał na celu uczczenie pamięci artysty oraz zebranie środków na walkę z AIDS. Dochód z imprezy przekazano fundacji założonej przez trzech pozostałych członków zespołu – The Mercury Phoenix Trust. Koncert obejrzało 72 tys. ludzi na stadionie oraz kilkaset milionów przed telewizorami.

## Popularność i wpływ na popkulturę
20 kwietnia 1992 na stadionie Wembley w Londynie odbył się koncert poświęcony pamięci Mercury’ego, a oprócz członków Queen wystąpili na nim: Def Leppard, Lisa Stansfield, Elton John, David Bowie, Robert Plant, Tony Iommi, Annie Lennox, Guns N’ Roses, Extreme, Roger Daltrey, George Michael, Ian Hunter, Mick Ronson, Zucchero, Metallica, Liza Minnelli, Elizabeth Taylor i Spinal Tap.
W listopadzie 1996 w Montreux został odsłonięty pomnik Mercury’ego autorstwa czeskiej rzeźbiarki Ireny Sedleckiej. Zdjęcie rzeźby zostało umieszczone na okładce albumu Queen Made in Heaven, który został wydany po śmierci Mercury’ego.
Sława i popularność wokalisty znajduje swoje odbicie w wielu plebiscytach i głosowaniach:
- Dwa utwory autorstwa Mercury’ego – „We Are the Champions”[149] i „Bohemian Rhapsody”[150] – zostały w dwóch różnych głosowaniach uznane za najlepsze utwory w historii.
- W milenijnym głosowaniu, w którym wzięło udział 600 tys. Brytyjczyków (Music of the Millenium Poll), w kategorii „najlepszy utwór” zwyciężył „Bohemian Rhapsody”. Mercury zajął szóste miejsce w głosowaniu na najlepszego męskiego wokalistę, a zespół Queen w kategorii „najlepszy zespół” ustąpił pola jedynie grupie The Beatles[151].
- W 2006 azjatycka edycja magazynu „Time” określiła go jako jednego z najbardziej wpływowych Azjatów ostatnich 60 lat[potrzebny przypis].
- W 2002 zajął 58. miejsce w głosowaniu na 100 największych Brytyjczyków pod patronatem BBC[152].
- Na liście najlepszych wokalistów XX wieku śpiewających w języku angielskim, stworzonej przez radio BBC, Mercury zajął 10. miejsce, najwyższej spośród wokalistów hardrockowych. Natomiast na liście MTV 22 najlepszych głosów ostatnich 25 lat znalazł się na miejscu drugim.
- W 2006 został sklasyfikowany na 6. miejscu listy 100 najlepszych wokalistów wszech czasów według Hit Parader[153].

Jego zdjęcie znalazło się na jednym z milenijnych znaczków pocztowych wyemitowanych przez brytyjską Pocztę Królewską. Znaczek wzbudził kontrowersje, ponieważ w tle widać perkusistę Rogera Taylora, a obowiązujące wówczas zasady nie pozwalały umieszczać na znaczkach osób żyjących, z wyjątkiem członków brytyjskiej rodziny królewskiej. Wizerunek wokalisty znalazł się również na znaczkach w kilkunastu innych krajach.
Dopóki rodzice Mercury’ego mieszkali w swoim starym domu, docierały do nich listy od fanów artysty, zaadresowane jedynie „Mama i tata Freddiego Mercury’ego, Feltham”.
Wiele z solowych singli wokalisty stanowi gratkę dla kolekcjonerów na całym świecie. Oryginalna płyta singla japońskiej edycji „Guide Me Home” jest warta ok. 1000 funtów.
W 2010 ogłoszono, że powstanie film fabularny opowiadający historię zespołu Queen, skupiający się głównie na wokaliście i frontmanie grupy. Początkowo rolę Mercury’ego miał zagrać Sacha Baron Cohen, lecz ostatecznie w roli frontmana został obsadzony Rami Malek, znany m.in. z filmu Noc w muzeum. Film nosi tytuł Bohemian Rhapsody (pochodzący od jednego z najpopularniejszych utworów grupy), którego światowa premiera odbyła się 24 października 2018 w Wielkiej Brytanii, a film w Polsce ukazał się 2 listopada 2018. Bohemian Rhapsody zarobił ponad 216 mln dol. w Stanach Zjednoczonych i Kanadzie oraz ponad 687 mln dol. w innych krajach świata, a łączny przychód ze sprzedaży biletów wyniósł blisko 904 mln dol. (przy budżecie wynoszącym około 52 mln), czyniąc produkcję najbardziej dochodowym filmem biograficznym w historii kinematografii.
Imieniem i nazwiskiem Mercury’ego nazwano m.in.:
- gatunek żółtej róży[163];
- gwiazdę w gwiazdozbiorze Kasjopei. Jej dane to RA: 0h 02m 0.65s DEC: 65°24′00″[164];
- asteroidę (17473) Freddiemercury[165].

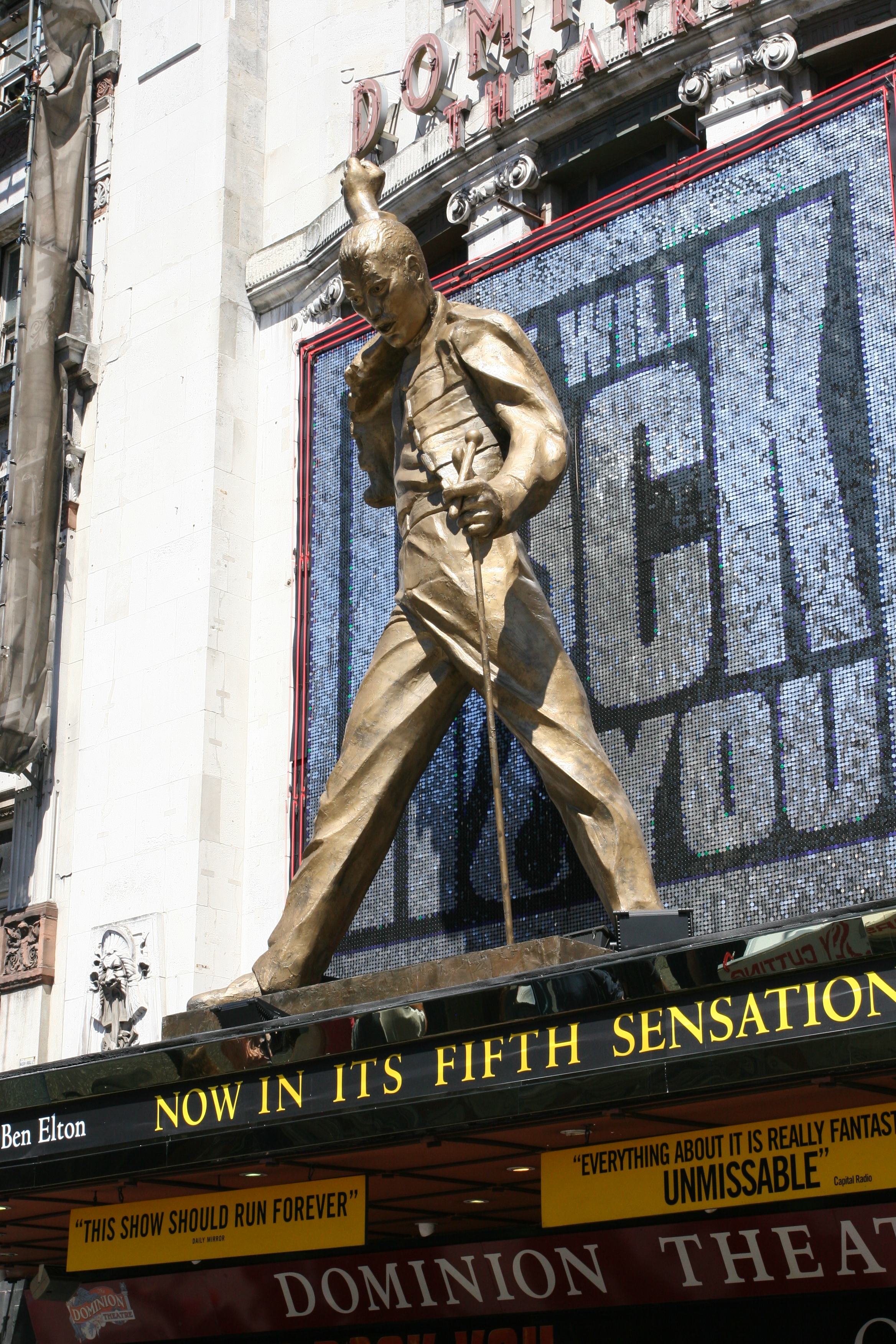
Statua Mercury’ego przy wejściu do Dominion Theatre, gdzie grany był musical We Will Rock You

W 2006 ustanowiono nagrodę Freddie Mercury Award for Live Music. Jako pierwsi dostali ją członkowie zespołu The Who.
Obchody 60-lecia jego urodzin w Zanzibarze wzbudziły protesty islamskiej organizacji UAMSHO, która podnosiła kwestię homoseksualizmu artysty oraz to, że nie był muzułmaninem. W rezultacie imprezy rocznicowe zostały odwołane.
25 listopada 2019 na warszawskim Ujazdowie otwarto Aleję Freddiego Mercury’ego, która znajduje się niedaleko Ambasady Wielkiej Brytanii i ulic Johna Lennona i Georga Harrisona. 24 lutego 2020 w Feltham, gdzie Mercury się wychował, otwarto ulicę Freddie Mercury Close.

## Koncerty solowe
- 1 grudnia 1973 Kursaal, Southend w Anglii, występ z Mott the Hoople (utwór „All The Young Dudes”).
- 7 października 1979 Londyn, występ z Royal Ballet przy akompaniamencie Royal Philharmonic Orchestra („Crazy Little Thing Called Love”, „Bohemian Rhapsody”).
- 8 stycznia 1982 Hogs Grunt Pub, Cricklewood, Anglia, występ z Taxi („Jailhouse Rock”).
- 19 listopada 1982 Apollo Theatre, Manchester, występ z Eltonem Johnem („Whole Lotta Shakin’ Goin’ On”, „I Saw Her Standing There”, „Twist & Shout”).
- Marzec 1987, Niemcy, występ w programie Vier Gegen Willy show („The Great Pretender”); playback.
- 29 maja 1987 Ku Klub, Ibiza, Festiwal Ibiza 92, występ z Montserrat Caballé („Barcelona”); playback.
- 14 kwietnia 1988 Dominion Theatre, Londyn, musical Time, występ charytatywny („Born to Rock’n’Roll”), „In My Defence”, „It’s in Every One of Us” z Cliffem Richardem, „Time”.
- 8 października 1988 Plaça de Carles Buigas, Barcelona, występ z Montserrat Caballé w ramach festiwalu La Nit („Barcelona”, „The Golden Boy”, „How Can I Go On”); playback, koncert wydany na DVD[169].

## Instrumenty używane przez Mercury’ego

### Klawiszowe
Fortepiany:
- Baldwin SD10 (koncertowy – Concert Grand)
- Bechstein D (koncertowy)
- Bechstein S (salonowy – Baby Grand)
- Bösendorfer Imperial (koncertowy)
- Kawai RX7 (koncertowy)
- Steinway D (koncertowy)
- Steinway S (salonowy)
- Biały fortepian salonowy, marka nieznana
- Yamaha C1 (salonowy)
- Yamaha C7 (koncertowy)
- Yamaha CFIIIS (koncertowy)
- Chappell
- Fortepian, marka nieznana

Pianina elektryczne:
- Roland RD1000
- Wurlitzer EP200
- Yamaha CP80

syntezatory i samplery:
- E-mu Emulator II+
- Fairlight CMIIIS
- Korg M1
- Kurzweil K250
- Oberheim OB8
- Oberheim OBX
- Oberheim OBXA
- Roland Jupiter 8
- Yamaha DX7

Inne klawiszowe:
- Organy Hammonda
- Klawesyn (nieznana marka)

### Gitary
- Ovation, 12-strunowa[170]
- Biały Fender Telecaster[171]

### Inne
- Mikrofon Shure 565D[66]